# Tir esportiu
Els esports de tir són un grup col·lectiu d'activitats esportives competitives i recreatives que impliquen proves d'exactitud, precisió i velocitat en el tir; s'utilitzen diversos tipus d'armes de foc a distància, referides principalment a les armes de foc i pistoles d'aire, en formes com pistoles, rifles i escopetes.

## Història als Jocs Olímpics
El campió francès de tir esportiu i fundador dels Jocs Olímpics moderns, Pierre de Coubertin, va participar en moltes d'aquestes primeres competicions. Aquest fet va contribuir a la inclusió de cinc esdeveniments de tir als Jocs Olímpics d'Estiu de 1896. Al llarg dels anys, les normatives i les competicions han canviat diverses vegades per mantenir-se al dia amb la tecnologia i els estàndards socials. Antigament, els objectius del trets tenien formes d'humans o d'animals, però actualment tenen una forma circular per evitar associar aquest esport amb la violència. Al mateix temps, s’han eliminat alguns esdeveniments i se n’han afegit de nous. Els Jocs Olímpics d'Estiu del 2004 van incloure tres disciplines de tir (rifle, pistola i escopeta) on els atletes van competir per 51 medalles en 10 proves masculines i 7 de femenines.
Als Jocs Olímpics, l'esport de tir sempre ha tingut la distinció de concedir les primeres medalles dels Jocs. A nivell internacional, la Federació Internacional de Tir Esportiu (ISSF) supervisa tots els esdeveniments de tir olímpic de tot el món, mentre que els òrgans nacionals de govern (NGB) administren l'esport a cada país.
Havent establert originalment el tir com a esport organitzat als Estats Units d'Amèrica, l'Associació Nacional del Rifle va ser escollida per administrar la participació dels Estats Units en els jocs olímpics. L'ANR va gestionar i va donar suport financer a esports de tir internacionals i convencionals (és a dir, partits nacionals) durant més de 100 anys fins a la formació de l'associació USA Shooting.